# Richard Court
Richard Fairfax Court, né le 27 septembre 1947 à Perth, est un homme d'État d'Australie-Occidentale, qui a été député libéral de Nedlands à l'Assemblée législative d'Australie-Occidentale entre 1982 à 2001. Il a été le 26e premier ministre d'Australie-Occidentale entre 1993 à 2001.
Court est né dans une vieille famille politique. Son père, Sir Charles Court (en), était l'ancien député de Nedlands (1953-1982) et a été premier ministre de l'État de 1974 à 1982. Son frère aîné, Barry, qui a été président de l'Association des pasteurs et éleveurs, a épousé Margaret Smith Court et est devenu président du Parti libéral d'Australie-Occidentale en mars 2008.

## Biographie

### Carrière politique
En mars 1982, à une élection partielle après le retrait de son père de la vie politique, Court est élu pour représenter Nedlands à l'Assemblée législative pour le Parti libéral. Il restera peu de temps simple député  bien que le Parti travailliste et son leader charismatique, Brian Burke, ait remporté les élections de 1983. Court devient membre du gouvernement fantôme en 1984, devenant porte-parole de l'opposition pour les ressources et le développement industriels, les Mines et les Affaires autochtones. Il devient vice-président du Parti libéral en septembre 1987, servant sous Barry MacKinnon et devient président en 1992. 
En février 1993, les  élections mènent le Parti libéral et son partenaire de coalition, les Nationals, au pouvoir avec une majorité stable à la suite des révélations de la Commission royale sur les marchés accordés aux hommes d'affaires tels que Alan Bond et Laurie Connell par les gouvernements travaillistes au cours des années 1980. 
Le gouvernement Court a été confortablement réélu en 1996. Toutefois, sa popularité a souffert dans son deuxième mandat en raison de scandales, comme les accords passés entre le gouvernement et le frère du premier ministre, Ken Court ainsi que le scandale financier où de nombreux investisseurs âgés ont perdu leur épargne et où une enquête a montré que le gouvernement s'était montré inefficace dans la gestion de l'affaire. Un autre problème aussi important fut la poursuite de l'exploitation forestière des anciennes forêts du Sud-Ouest de l'Australie-Occidentale. Un rajeunissement du parti travailliste, dirigé depuis 1996 par le Dr Geoff Gallop, permit à l'opposition de remporter l'élection du 10 février 2001 avec 13 sièges d'avance, un changement dans les sympathies des électeurs sans précédent depuis l'élection de 1911.